# 安藤勲
安藤 勲（あんどう・いさお、 1953年（昭和28年）2月4日- ）は、山形放送(YBC)の元アナウンサー。山形放送の論説委員も兼ねており、YBC社説放送にも出演している。
山形県山形市出身。東洋大学卒業。飛び出せ!全国DJ諸君では、1981年と1983年のそれぞれで共に優秀賞を受賞。
一時期、営業局次長となり現場から離れていたが、2008年4月にアナウンサーに復帰した。

## 現在の担当番組
すべてラジオ番組
- ゲツキンラジオ ぱんぱかぱーん　木、金曜日担当
- 安藤勲の土曜は最高MAX!

## 過去の主な担当番組

### テレビ
- YBCジュニア放送局 君に、Vキュン。
- YBCきょうのニュース
- YBCニュースプラス1
- 5時まで待てない!YBC・ピヨ卵&プラス1ワイド
- ピヨ卵ワイド457

### ラジオ
- さわやかジャーナル
- オール日産・日曜大作戦
- Chao-Chao Aurex(チャオチャオ・オーレックス)